# Зигфрид III фон Епщайн
Зигфрид III фон Епщайн (на немски: Siegfried III von Eppstein; * ок. 1194; † 9 март 1249, Бинген) от род Епщайн, е архиепископ на Майнц (1230 – 1249) и така ex officio ерцканцлер на Свещената Римска империя.

## Живот
Той е син на Готфрид I фон Епщайн и Изалда фон Вид, дъщеря на граф Дитрих I фон Вид. Племенник е по бащина линия на Зигфрид II фон Епщайн, архиепископ на Майнц (1200 – 1230) и по майчина линия на Теодерих II фон Вид, архиепископ и курфюрст на Трир (1212 – 1242). Роднина е на Вернер фон Епщайн, архиепископ на Майнц (1259 – 1284), Герхард фон Епщайн II (1289 – 1305).
Зигфрид III става ок. 1220 г. домхер в Майнц, 1230 г. пропст на „Св. Бартхоломеус“ (Франкфурт на Майн) и на „Св. Петър и Александер“ (Ашафенбург). Към края на (октомври или ноември) 1230 г. той е избран за наследник на чичо му Зигфрид II фон Епщайн.
Зигфрид III е преди всичко имперски политик. Той печели доверието на император Фридрих II, който му дава през 1232 г. богатото имперско абатство Лорш. Двамата свикват голямо имперско събрание в Майнц на 15 август 1235 г., където се сключва мирът в Майнц. През 1237 г. Фридрих II го прави опекун на сина си крал Конрад IV и имперски гувернатор.
През 1239 г. императорът е два пъти отлъчен от църквата. Зигфрид III първо отказва да бъде против своя ментор и затова на 26 април 1240 г. папата Григорий IX го отлъчва от църквата. След смъртта на Григорий на 22 август 1241 г. Зигфрид III се съюзява внезапно с кьолнския архиепископ Конрад против императора. Фридрих веднага сваля Зигфрид като имперски губернатор и определя Хайнрих Распе, ландграф на Тюрингия, за негов наследник. Веднага избухват войни.
През 1243 г. Инокентий IV става нов папа, продължава борбата против Фридрих II и прави Зигфрид III папски легат. За да спечели жителите на Майнц, Зигфрид дава през 1244 г. големия градски привилегии и прави Майнц свободен град. Той привлича на своя страна Хайнрих Распе и през май 1246 г. във Файтсхьоххайм при Вюрцбург го избира с малцинство от немски князе и графове за геген-крал. След смъртта на Распе през февруари 1247 г. той избира заедно с други рейнски архиепископи Вилхелм Холандски за нов геген-крал.
Зигфрид III умира на 9 март 1249 г. в Бинген. Той е погребан в катедралата на Майнц, която е завършена по неговото време и през 1239 г. е осветена от него.